# Église Saint-Martin de Méry-Corbon
Pour les articles homonymes, voir Église Saint-Martin.
L'église Saint-Martin est une église catholique située à Méry-Bissières-en-Auge, en France. Datant des XIe, XIIe et XVIIIe siècles, elle est inscrite au titre des Monuments historiques.

## Localisation
L'église est située dans le département français du Calvados, dans le bourg de Méry-Corbon, commune déléguée de la commune nouvelle de Méry-Bissières-en-Auge.

## Architecture
Le chœur est inscrit au titre des Monuments historiques depuis le 19 juillet 1926, la nef depuis le 7 janvier 1946.